# Druckluft (Band)
Druckluft ist eine 12-köpfige Brass- & Performanceband aus Bonn. Neben ihren Auftritten im Kölner Karneval ist die Band auch deutschlandweit auf Festivals zu sehen.

## Geschichte
Druckluft wurde 2009 am Bonner Kardinal-Frings-Gymnasium als Schülerband von Erhard Rau, bekannt als Trompeter in der Band Köbes Underground als Teil der Kölner Stunksitzung, gegründet. Rau hatte in der Vergangenheit bereits die Band Querbeat in seiner Funktion als Instrumentallehrer am Kardinal-Frings-Gymnasium gegründet. Entgegen der häufigen Behauptung ist Druckluft jedoch nicht aus ehemaligen Mitgliedern von Querbeat entstanden. Nach ersten Auftritten im schulischen Rahmen folgten bald schon Auftritte im städtischen Umfeld. Erste karnevalistisch geprägte Auftritte kamen 2012 hinzu. Seit 2014 ist Druckluft regelmäßig auf Veranstaltungen im Karneval zu sehen; nicht nur in Bonn und Köln, sondern auch in der umliegenden Region und Städten wie Düsseldorf, Mönchengladbach, Aachen und Koblenz. 2020 folgte der erste Auftritt bei der ARD-Fernsehsitzung Düsseldorf Helau. In der Session 2022/23 trat die Band rund 180 mal auf.
Musikalisch begann Druckluft als Coverband und spielte rein instrumental zumeist Medleys von bekannten Stücken verschiedenster Genres. Ihr erstes Konzert spielte die Band 2018 im Eltzhof in Porz-Wahn. 2019 folgte die erste Tour „Hits don't lie“. Im gleichen Jahr präsentierte die Band ihre erste Cover-Single „Bella ciao“. Wenig später veröffentlichte Druckluft die Abwandlung „Belly ciao“ in Zusammenarbeit mit Fernsehkoch Frank Rosin und dem Rapper Eko Fresh als Werbesong für die Fernsehsendung „Rosins Fettkampf“ auf Kabel Eins.
Während der Corona-Pandemie änderte sich das musikalische Konzept. Neben Instrumental-Covern wurden nun auch Stücke mit Gesang performt. Es folgten Auftritte im Rhein-Energie-Stadion und der Lanxess-Arena. Die ersten selbst komponierten Stücke veröffentlichte Druckluft 2023. Im Mai des gleichen Jahres startete die „(Not) Far from home“-Tour.
Druckluft ist Mitglied im Klub Kölner Karnevalisten.

## Diskografie

### Singles
- Bella ciao (2019)
- Moment (2021)
- Alaaf (2021)
- Um die Welt (2023)
- laut:bunt (2023)
- Disko-Akrobat (2023)
- Immer Widder (2024)

## Auszeichnungen
- 2019: Närrischer Oscar (Silber)[6]
- 2021: Loss mer singe (1. Platz)[7]

## Trivia
Druckluft interpretierte bereits zweimal musikalische Intros für den Podcast „Das Podcast-Ufo“ mit Florentin Will und Stefan Titze. Die besagten Folgen heißen „UFO259 Schatz“ und „UFO370 Kirsche“.
In der Pilot-Folge der Rubrik „Erkennst Du den Song: WG-Special“ der Internetshow World Wide Wohnzimmer performt die Band das Intro der Rubrik und treten Mitglieder der Band im Songquiz an.
In der RTL Fernsehsendung Promi Touchdown – Die Football-Show spielte die Band für das 2. Spiel Marching-Band-Quiz die Songs.
Die Band war ebenfalls Teil der Sendung Wer wird Millionär? 25 Jahre – Das große Jubiläumsspecial mit Günther Jauch auf RTL.